# 徐亭煙樹

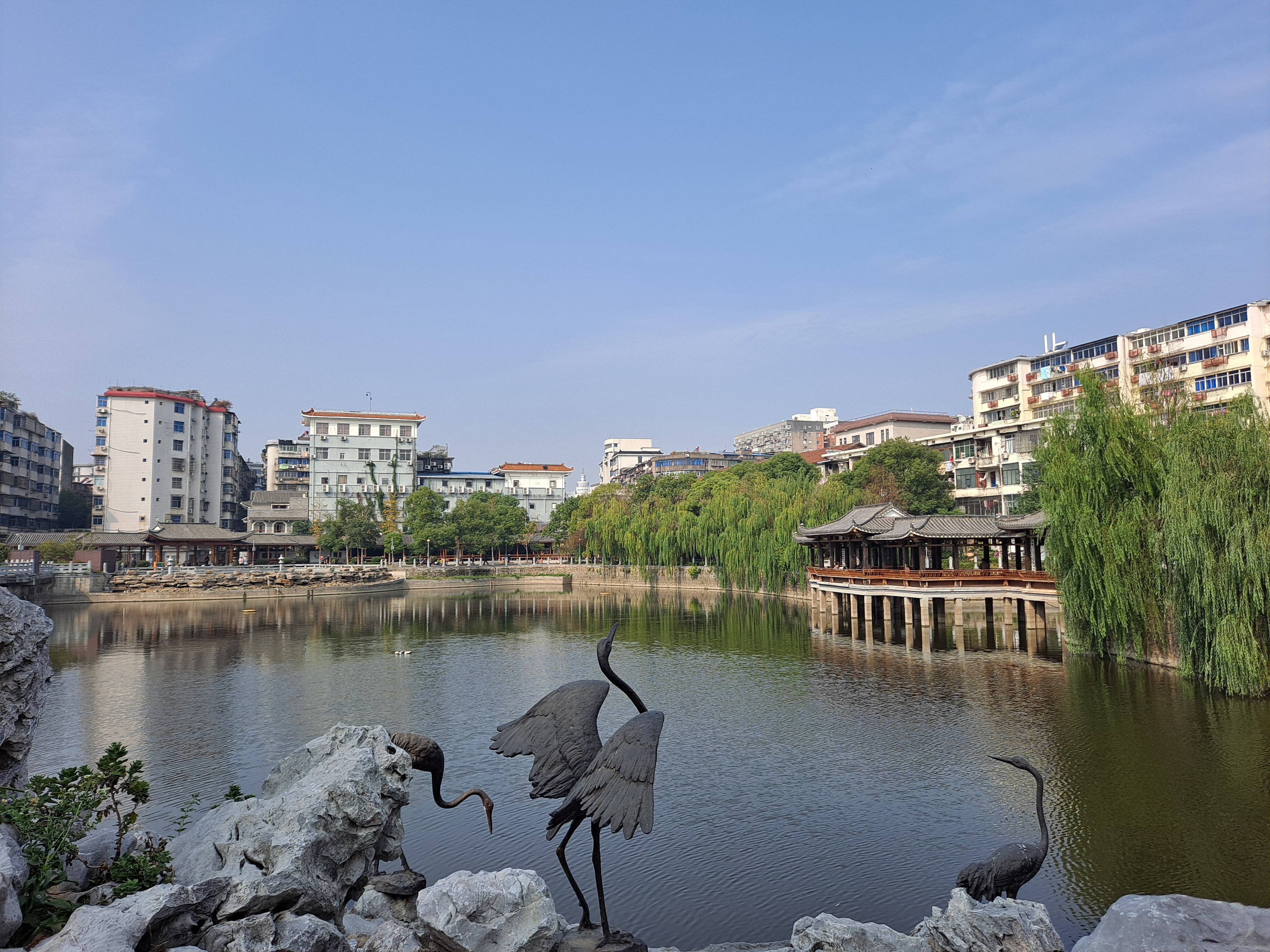
孺子亭公园

徐亭煙樹位於南昌城區的西湖南畔，為紀念晉代名士徐稚而建。此處傍湖植柳，一座八角亭映襯其中，每當春霧濛濛、秋雨綿綿之際，亭間湖畔便柳重煙深。
徐稚，字孺子，豫章北瀝村人，為晉朝高士。豫章太守陳蕃非常仰慕徐孺子才學。據陳弘緒《江城名跡記》記載：“高士祠在東湖南小洲上，即舊孺子台，一雲孺子亭。南唐時重建。範士為像，儼然漢代衣冠。”
孺子亭始建于三國·吳·永安年間。明代初年，建立高士祠。嘉靖年間，孺子後裔徐樟立亭於祠北。萬曆年間，南昌知府盧廷選繼而壘石為基，植柳為環。民國十九年 （1930年），孺子亭進行重修。
抗日時期，“徐亭煙樹”受戰火破壞。1982年，南昌市政府撥款重修“徐亭煙樹”，並在比原有基礎擴大三倍，開闢為“孺子亭公園”。